# Eddy Bauer
Pour les articles homonymes, voir Bauer.
Ne doit pas être confondu avec Eddie Bauer.
Eddy Bauer, né le 4 avril 1902 à Neuchâtel et mort le 13 février 1972 dans la même ville, est un historien, journaliste et universitaire suisse.

## Biographie
Eddy Bauer est né le 4 avril 1902 à Neuchâtel. Il est le fils du médecin Édouard Bauer et d'Alice Girard, la petite-fille d'Ami Girard, et le frère du diplomate Gérard Bauer,. Il étudie à la faculté des lettres de l'université de Neuchâtel où il obtient sa licence en 1922, après avoir suivi les cours de professeurs tels qu'Arthur Piaget, Max Niedermann et Jules Jeanjaquet. Il entre ensuite à l'École nationale des chartes à Paris, où il étudie sous la direction de Joseph Bédier et est proche de l'abbé Georges Lacombe qu'il aide dans ses recherches. En 1927, il soutient une thèse pour le diplôme d'archiviste paléographe sur Rodolphe de Hochberg.
Influencé par les idées de Charles Maurras lors de ses études à Paris, il crée en 1934 l'Ordre national neuchâtelois, un mouvement favorable au corporatisme et opposé au parlementarisme,.
En 1928, il est nommé professeur d'histoire à l'université de Neuchâtel, établissement dont il sera le recteur entre 1947 et 1949. Il est également chargé de cours à l'École polytechnique fédérale de Zurich à partir de 1946,. À partir de 1932, il collabore régulièrement au Musée neuchâtelois avec des articles portant principalement sur le XIVe siècle. Il est aussi l'auteur de La guerre des blindés en 1947 et d'une Histoire controversée de la Seconde Guerre mondiale dont les sept volumes sont publiés en 1966 et 1967.
Il est également journaliste pour plusieurs journaux, dont la Feuille d'avis de Neuchâtel, le Journal de Genève et le Curieux où il défend des idées de droite.
Lieutenant-colonel de l'armée suisse, il travaille comme chef des renseignements de la deuxième division pendant la Seconde Guerre mondiale,.
Il meurt le 13 février 1972 à Neuchâtel. Il est le grand-père du conseiller aux États Philippe Bauer.
Après son décès, sa famille donne ses 4000 livres à l'université de Neuchâtel. Une fondation est créée pour continuer à enrichir cette bibliothèque.

## Prix et distinctions
Eddy Bauer est docteur honoris causa de l'université de Rennes et lauréat, en 1968, du prix de l'Institut neuchâtelois.

## Œuvres
- Eddy Bauer, Négociations et campagnes de Rodolphe de Hochberg, comte de Neuchâtel et marquis de Rothelin, gouverneur de Luxembourg : 1427 (?) - 1487, Neuchâtel, Secrétariat de l'Université, 1928, 183 p.
- Eddy Bauer, Destins de Neuchâtel, Lausanne, Payot, 1930, 113 p.
- Eddy Bauer, Rouge et or : chroniques de la "reconquête" espagnole, 1937-1938, Neuchâtel, V. Attinger, 1938, 233 p.
- Eddy Bauer (préf. Jean de Lattre de Tassigny), La guerre des blindés : les opérations de la seconde guerre mondiale sur les fronts d'Europe et d'Afrique, Lausanne, Payot, 1947, 638 p.
- Eddy Bauer, Histoire controversée de la Deuxième guerre mondiale: 1939-1945 (sept volumes), Paris, Rombaldi, 1966-1967